# Le Sang de la déchirure
Le Sang de la déchirure (titre original : Blood of the Fold) est le troisième tome du cycle L'Épée de vérité écrit par Terry Goodkind. Il est sorti en 1996.

## L'histoire
Richard accepte finalement sa vraie identité, à savoir qu'il est le fils de l'ancien maître de D'Hara et devient ainsi le Seigneur Rahl. Le Nouveau Monde est sous la menace d'une terrible force : l'Ordre Impérial venant de l'Ancien Monde. Avec la chute de la barrière séparant le Nouveau Monde de l'Ancien, l'Ordre Impérial ne perd pas de temps pour envoyer ses délégations dans les pays du Nouveau Monde, bientôt suivies par des forces armées expéditionnaires. La seule solution pour Richard afin d'arrêter l'invasion est de réclamer son héritage et d'unir tous les royaumes des Contrées du Milieu sous sa seule bannière.
Résumé
Le Sang de la déchirure commence là où s'arrête La Pierre des larmes. Richard Rahl vient juste de retrouver sa future femme Kahlan Amnell, la Mère Inquisitrice dans un lieu hors des mondes. À son retour, il trouve la seule solution pour stopper l'avancement des troupes de l'Ordre : prendre le pouvoir. Richard brise l'alliance entre les Contrées du Milieu et les Inquisitrices et prend le contrôle d'Aydindril.
Cependant, dans l'Ancien Monde, des troubles agitent le Palais des Prophètes. Verna, récemment nommée Dame Abesse découvre que l'ancienne Dame Abesse Annalina n'est pas morte mais qu'elle s'est enfuie avec l'aide du Prophète Nathan Rahl. Ils lui révèlent par l'intermédiaire d'un journal de voyage qu'ils tentent d'accomplir les prophéties et ainsi sauver le monde de la domination de Jagang, celui-qui-marche-dans-les-rêves, empereur de l'Ancien Monde.
Les Contrées du Milieu ont le choix de se rallier à d'Hara ou à l'Ordre Impérial. Cependant, il existe une force loyale à l'Ordre Impérial : le Sang de la Déchirure avec son chef suprême, Tobias Brogan. Cette organisation veut éliminer toute magie du monde. Pour cela, Tobias Brogan capture Kahlan Amnell et Adie et les emmène, suivant les instructions du soi-disant Créateur, au Palais des Prophètes.
Richard, à la recherche de Kalhan utilise un ancien moyen de transport, la Sliph, créée par les anciens sorciers pour traverser les Contrées. Puis, séduit par les propriétés de la cape de Mriswith qui lui permet de devenir invisible, Richard délivre par inadvertance la Reine des Mriswiths qui en profite pour fuir en Aydindril retrouver la sliph.
Revenu à ses sens, Richard détruit ensuite le Palais pour empêcher Jagang de prendre possession des anciennes prophéties qui y sont conservées, puis il sauve Kahlan, la ramène dans le Nouveau Monde où il aide son armée à vaincre le Sang de la Déchirure et les Mriswiths.

## Personnages
- Richard Rahl
- Kahlan Amnell
- Cara
- Berdine
- Adie
- Raina
- Gratch
- Verna
- Dame Abesse Annalina
- Nathan Rahl
- Empereur Jagang
- Sœur Armina
- Sœur Tovi
- Sœur Ulicia
- Tobias Brogan

## La troisième leçon du sorcier
« La passion domine la raison. »